# Beta Crateris
Beta Crateris (La tinh hóa từ β Crateris) là tên của một hệ sao đôi nằm trong chòm sao Cự Tước. Cấp sao biểu kiến của nó là 4,46, nghĩa là, ta có thể nhìn thấy nó bằng mắt thường. Dựa trên giá trị thị sai của nó là 9,59 mas, ngôi sao này cách trái đất của chúng ta khoảng 340 năm ánh sáng.
Hệ sao đôi này có chu kì quỹ đạo là 6 năm và chúng cách nhau 8,3 đơn vị thiên văn. Chu kì này có bán trục chính 9,3 đơn vị thiên văn. Ngôi sao thứ nhất, tạm gọi là A được liệt kê là một ngôi sao khổng lồ loại A với phân loại của nó là A2 III. Tuy nhiên Houk và Smith Moore năm 1988 lại cho nó phân loại là A1 V và nằm trong dãy chính. Trong khi đó Abt và Morrell năm 1995 lại cho nó là một sao gần mức khổng lồ loại A2 IV. Quang phổ của nó cho ta thấy nguyên tố Bari của nó tăng lên, có thể đó là kết quả của một sự kiện dịch chuyển khối lượng trước đó.
Ngôi sao thứ 2, tạm gọi là B, là một sao lùn trắng  lớp DA với nhiệt độ hiệu dụng là 36885 Kelvin (nó đã hạ nhiệt độ của nó xuống khoảng 4 triệu năm nay). Khối lượng của nó thấp bất thường, chỉ bằng 43% khối lượng mặt trời, cho thấy rằng vật chất của ngôi sao này đã dịch chuyển sang ngôi sao A. Bên cạnh đó, nó còn phát ra tia X rất mạnh.

## Tên gọi
Trong tiếng Trung, 翼宿 (Yì sù, Dực tú) nghĩa là "những đôi cánh", chỉ một mảng sao chứa các ngôi sao Alpha Crateris, Gamma Crateris, Zeta Crateris, Lambda Crateris, Nu Hydrae, Eta Crateris, Delta Crateris, Iota Crateris, Kappa Crateris, Epsilon Crateris, HD 95808, HD 93833, Theta Crateris, HD 102574, HD 100219, Beta Crateris, HD 99922, HD 100307, HD 96819, Chi1 Hydrae, HD 102620 và HD 103462 . Do vậy, tên của hệ sao đôi này là 翼宿十六 (Yì Sù shíliù), Nghĩa là "ngôi sao thứ mười sáu của những đôi cánh" (tiếng Anh: the Sixteenth Star of Wings).

## Dữ liệu hiện tại
Theo như quan sát, đây là ngôi sao nằm trong chòm sao Cự Tước và dưới đây là một số dữ liệu khác:
Xích kinh 11h 11m 39.48783s
Độ nghiêng −22° 49′ 33.0593″
Cấp sao biểu kiến 4,46 (4,61 + 13,40)
Cấp sao tuyệt đối −0,62 + 8,19
Vận tốc hướng tâm +5,6 ± 0,5 km/s
Loại quang phổ A2 III + DA1.4
Giá trị thị sai 11,0358 ± 0,2918 